# 가다정
가다정(加太町)은 와카야마현 가이소군에 있던 정이다. 

## 역사
- 1889년 4월 1일 - 정촌제 시행에 의해 나구사군 가다촌이 성립하였다.
- 1896년 4월 1일 - 아마군, 나구사군과 합병해 가이소군이 되었다.
- 1899년 4월 1일 - 정으로 승격해 가다정이 되었다.
- 1958년 7월 1일 - 와카야마시에 편입해, 동일 가다정은 폐지되었다.

## 교통

### 철도
- 난카이 전기 철도
  - 가다선

## 참고문헌
- 角川日本地名大辞典 30 和歌山県